# Rezerwat przyrody Łosiowe Błota
Rezerwat przyrody Łosiowe Błota – torfowiskowy rezerwat przyrody położony na terenie gminy Stare Babice, powiat warszawski zachodni, województwo mazowieckie. Znajduje się w Lesie Bemowskim, w obrębie otuliny Kampinoskiego Parku Narodowego.

## Charakterystyka
Na tym terenie, decyzją Ministra Leśnictwa i Przemysłu Drzewnego z 11 sierpnia 1980 r., został utworzony rezerwat o powierzchni 30,67 ha w celu zachowania, charakterystycznych niegdyś dla Kotliny Warszawskiej, zbiorowisk roślinności torfowisk niskich. W 2010 roku skorygowano jego powierzchnię do 31,6389 ha.
Rezerwat składa się z dwóch części – mniejszej i większej, obejmując najładniejsze torfowiska w obrębie lasu. Obie części rezerwatu, oddalone od siebie o 500 metrów, rozdziela wojskowa stacja radarowa. Wokół rezerwatu utworzono otulinę o powierzchni 142,16 ha.

## Flora i fauna
Na terenie rezerwatu przeważają tereny bagienne z domieszką 50-letniego lasu olszowego, gdzieniegdzie z liczną domieszką brzozy brodawkowatej, starsze zarośla łozowe i niewielkie fragmenty monokultury sosnowej, które porastają obrzeża lasu. Tereny bagienne skutkiem obniżania się poziomu wód gruntowych zarastają łozą z domieszką wierzby laurowej, kaliny koralowej, kruszyny i karłowatej olszy. Torfowiska tworzą układ mozaikowy z łąkami wilgotnymi – trzęślicowymi. Głównym zbiorowiskiem roślinnym torfowisk jest zespół dorastającej do jednego metra wysokości turzycy sztywnej, rezydują tu także inne rośliny, m.in.: storczyk plamisty, goździk pyszny, mieczyk dachówkowaty, goryczka wąskolistna i wierzba rokita. Torfowiska tworzą układ mozaikowy z łąkami wilgotnymi - trzęślicowymi. Gdy poziom wody opada, dolinki zarastają roślinami charakterystycznymi dla tych zbiorowisk: trzęślicą modrą, olszewnikiem kminkolistnym oraz atrakcyjnie pachnącymi bylinami ziołoroślowymi. Obrzeża rezerwatu porastają bory sosnowe. 
Znajdują się tu stanowiska rzadkich i chronionych roślin m.in.: goździka pysznego, goryczki wąskolistnej, mieczyka dachówkowatego.
Trudno dostępne podmokłe tereny, naturalne jeziorka torfowe oraz łozowiska stanowią niezwykle atrakcyjne miejsca dla zwierząt. 
Na terenie rezerwatu znajduje się ostoja łosia, który często tu przybywa z Kampinoskiego Parku Narodowego. Spotkać tu też można: dziki, sarny, lisy, wiele gatunków drobnych ssaków charakterystycznych dla niedużych kompleksów leśnych oraz ptaki wodno-błotne.

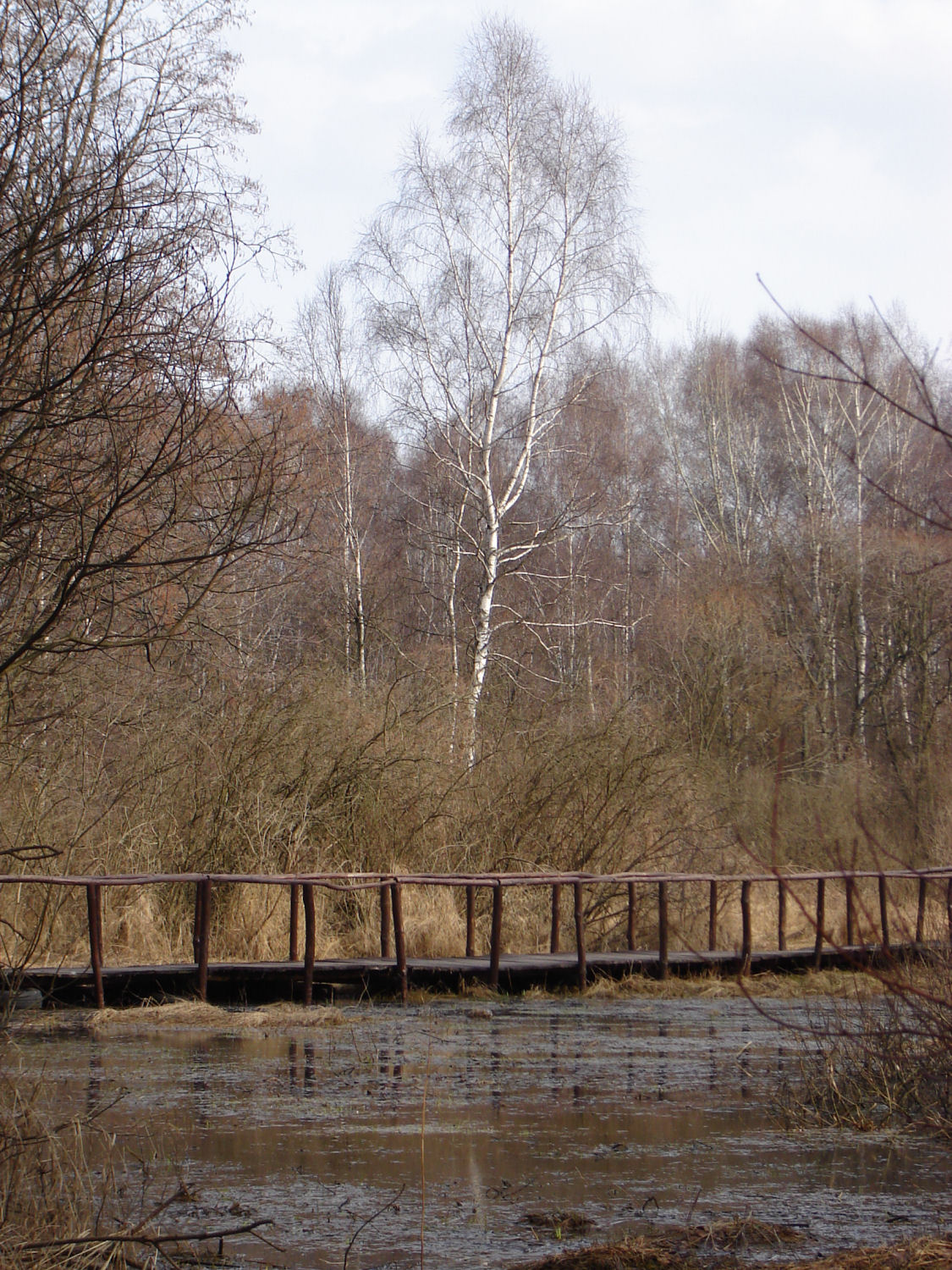
Nieistniejący obecnie pomost w rezerwacie
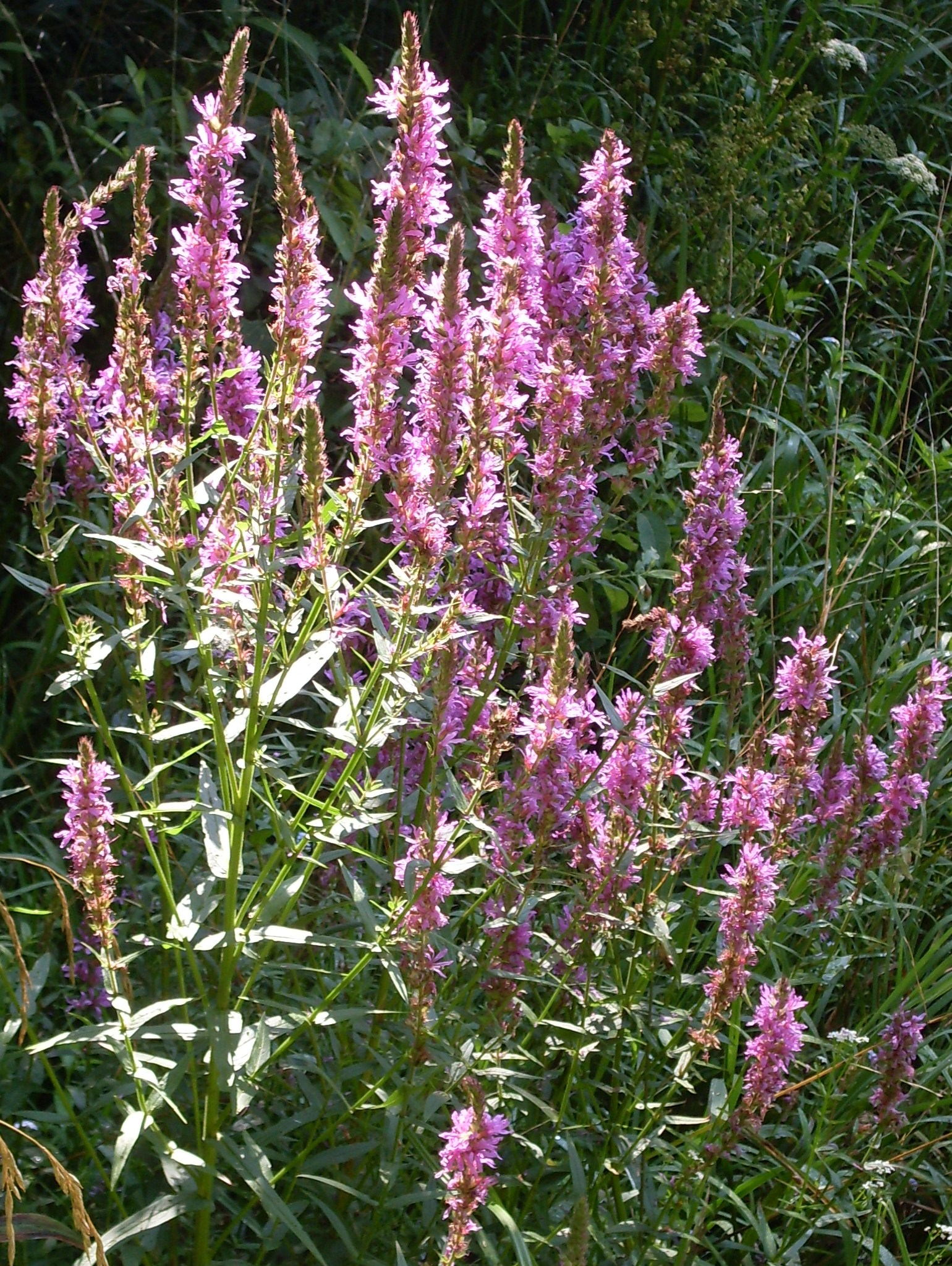
Krwawnica pospolita
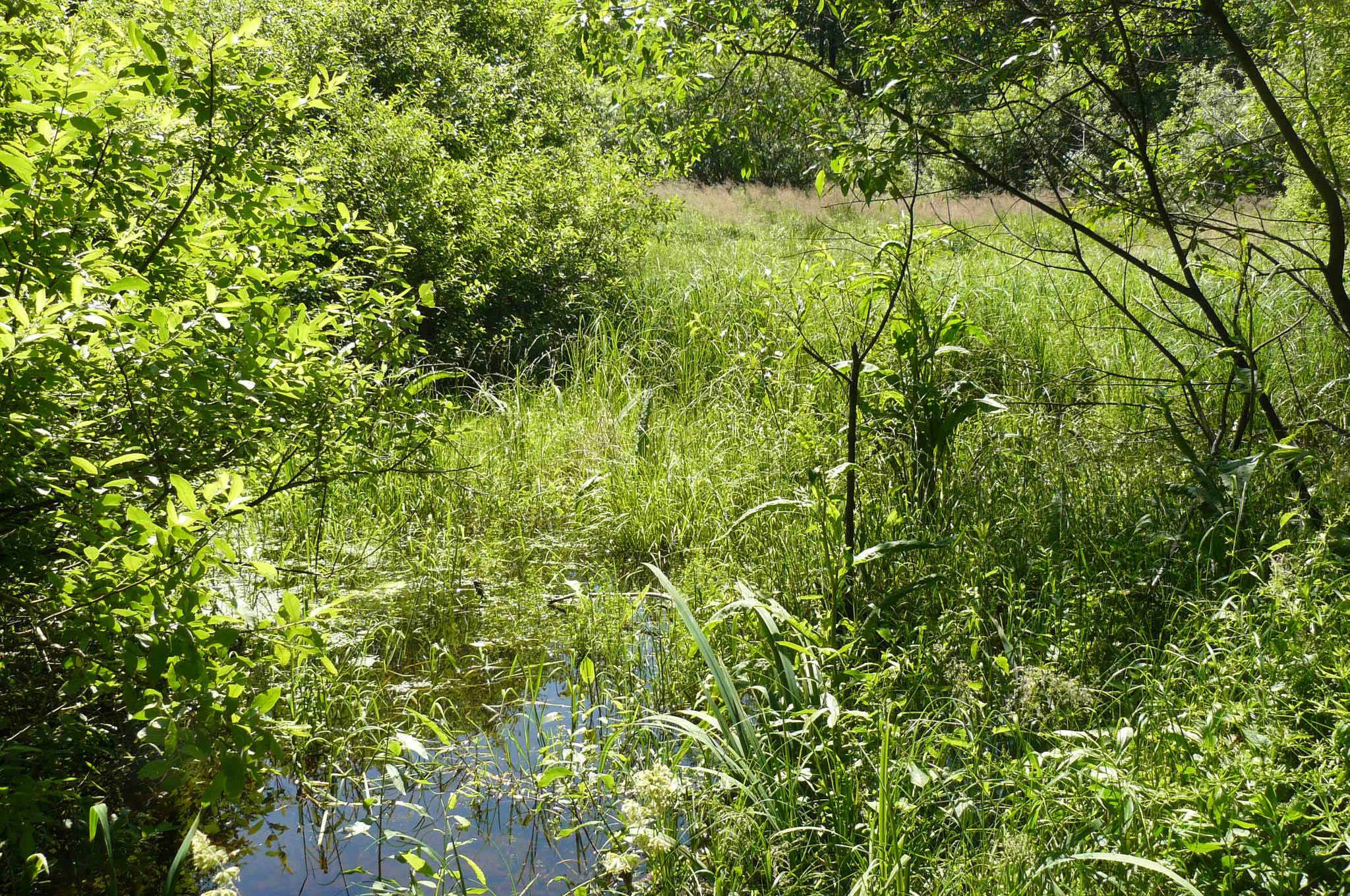
Widok w czerwcu
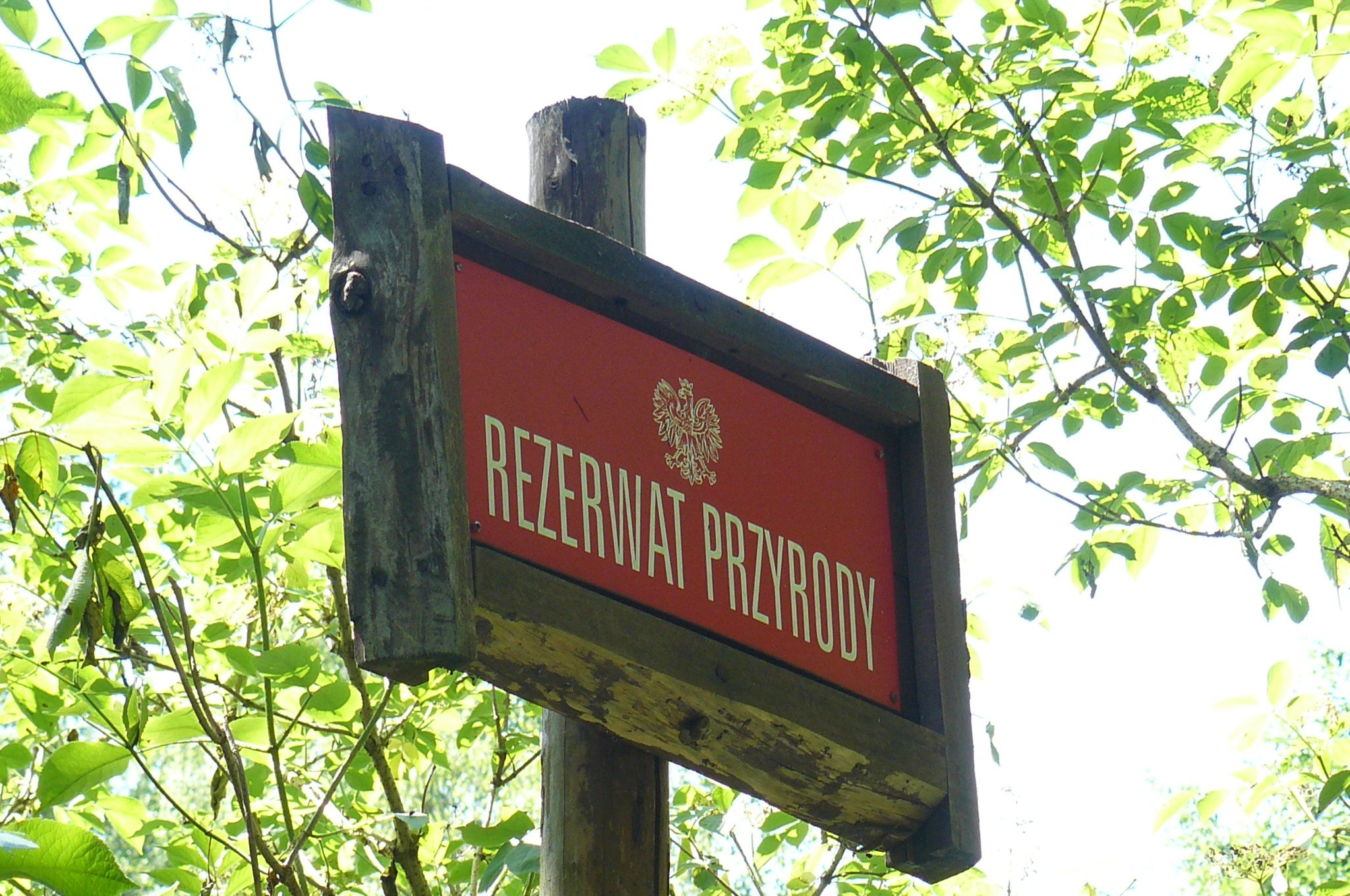
Tablica
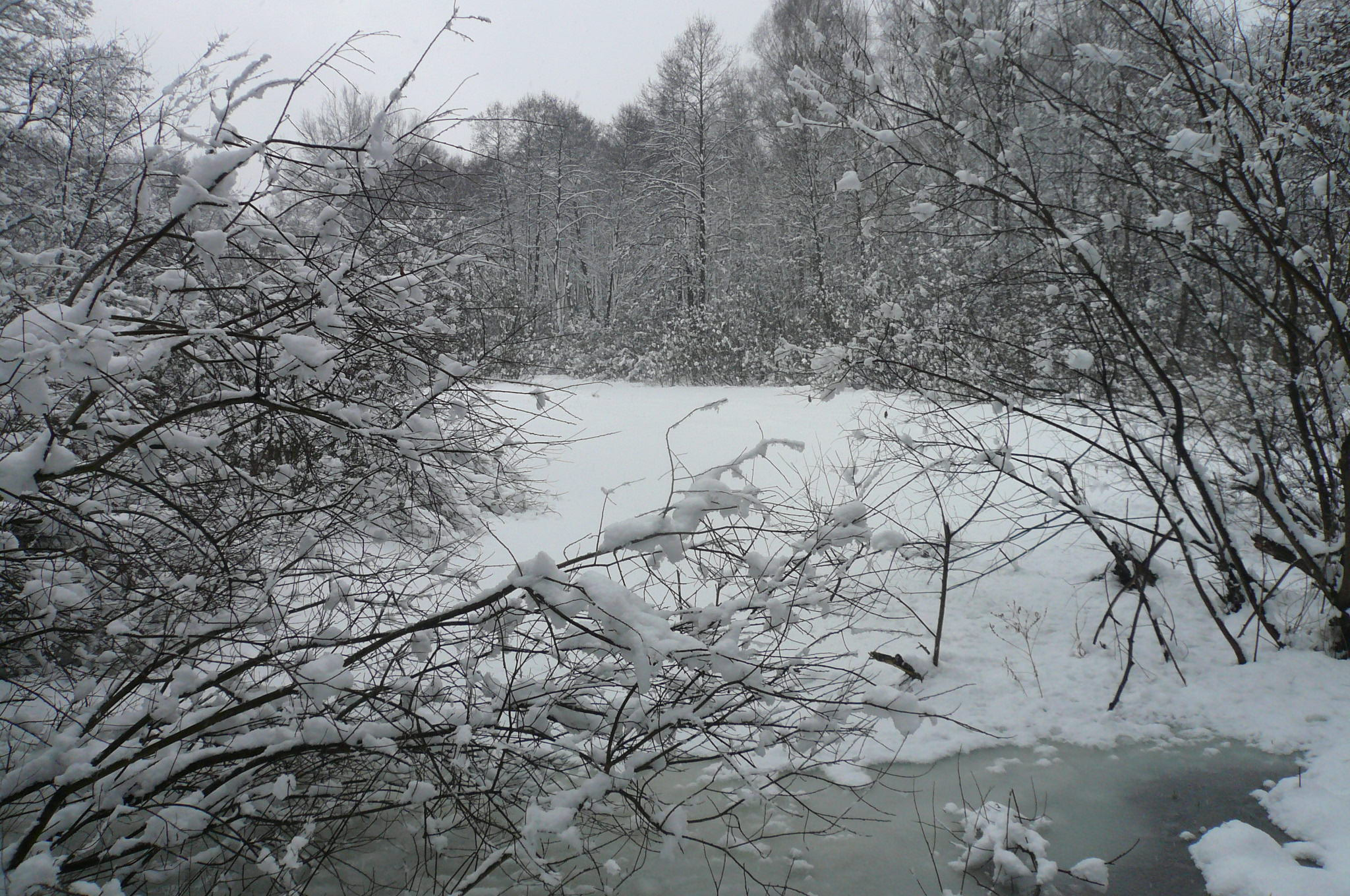
Łosiowe Błota zimą